# 19397 Лагаріні
19397 Лагаріні (19397 Lagarini) — астероїд головного поясу, відкритий 3 березня 1998 року.
Тіссеранів параметр щодо Юпітера — 3,498.